# 艾莎富豪B55

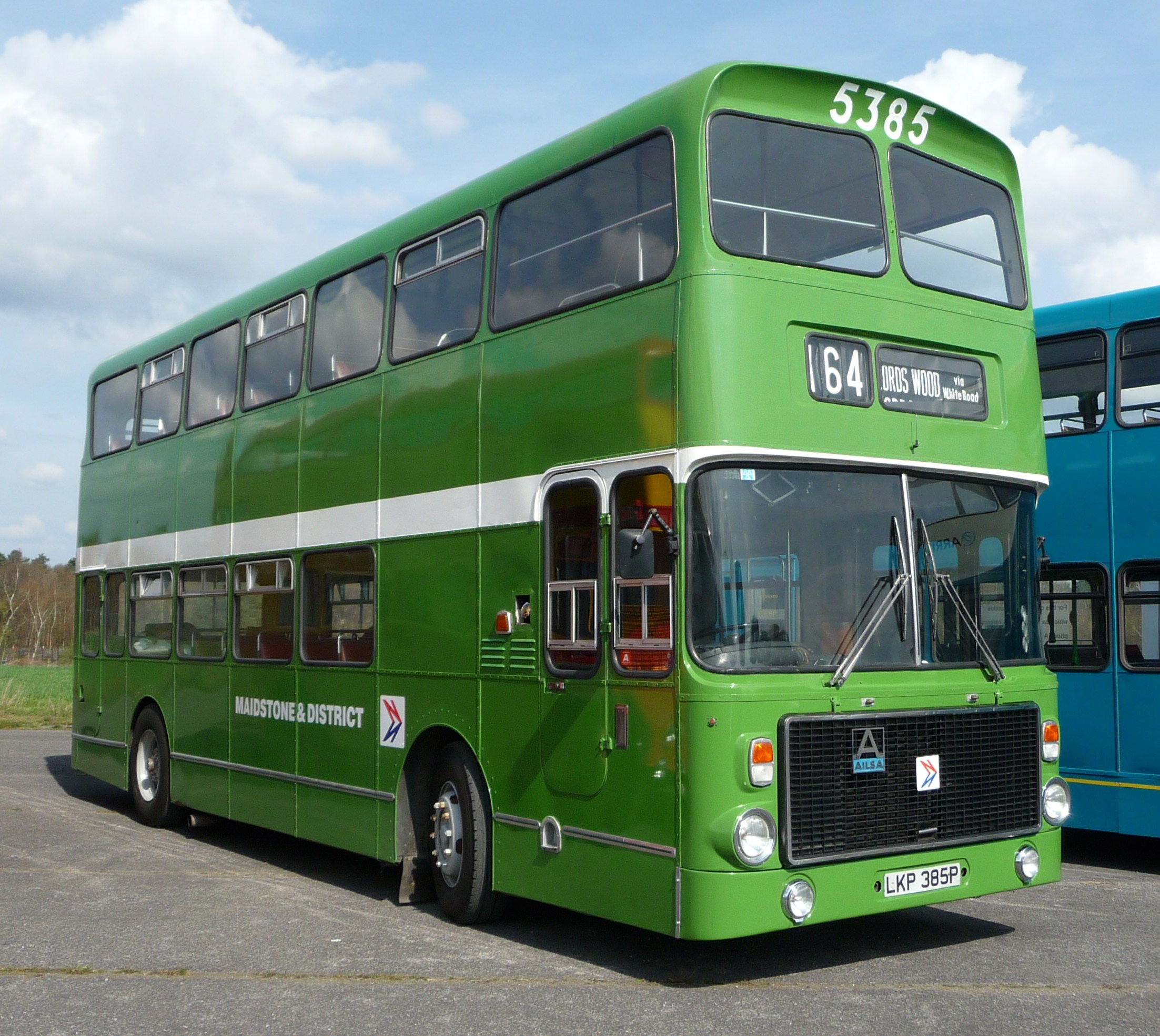
裝配亞歷山大AV型車身的艾莎富豪B55

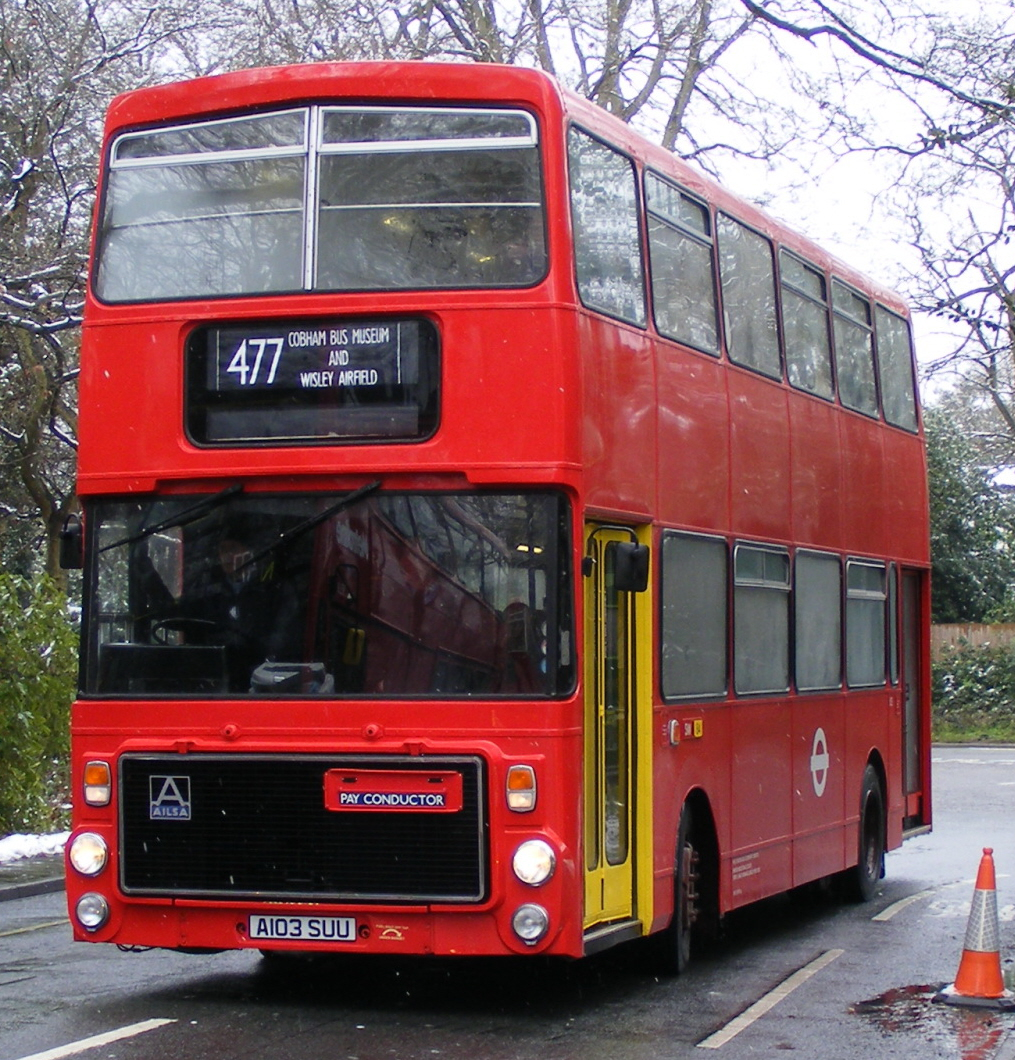
倫敦巴士款式的B55，採用亞歷山大RV型車身

艾莎富豪B55（英語：Volvo Ailsa B55）是英國蘇格蘭艾莎車廠生產的雙層巴士，於1973年起投產，至1985年停產，由B10MD取代。因為1960年代英國推行巴士一人操作以節省營運成本，易於實施一人操作的後置引擎巴士，如丹拿珍寶及利蘭亞特蘭大等甚為暢銷，艾莎富豪B55成為當時英國巴士公司少數可供選擇的前置引擎巴士。由於位於蘇格蘭的艾莎車廠當時已被瑞典富豪車廠收購百分之七十五的股權，因此B55的品牌被冠上「富豪」而成為「艾莎富豪」。

## 概述
艾莎富豪B55於1973年的蘇格蘭車展中首次展出，它雖然採用了不合潮流的前置引擎設計，但駕駛座不像以往的前置引擎車型在獨立於下層客艙的半駕駛艙內，而是將駕駛座和前車門都設於前軸之前，令司機無需向後望便可直接觀察乘客登車及在錢箱投幣付款，成為一款適合一人操作的前置引擎車款，可有效降低營運成本。由於丹拿珍寶及利蘭亞特蘭大等第一代後置引擎巴士在性能和可靠性方面都有一定限制和不足，所以這款將前置引擎和一人操作結合的新車型，對於當時的巴士運營商而言可說是提供了結合兩者的另類選擇

### 基本設計

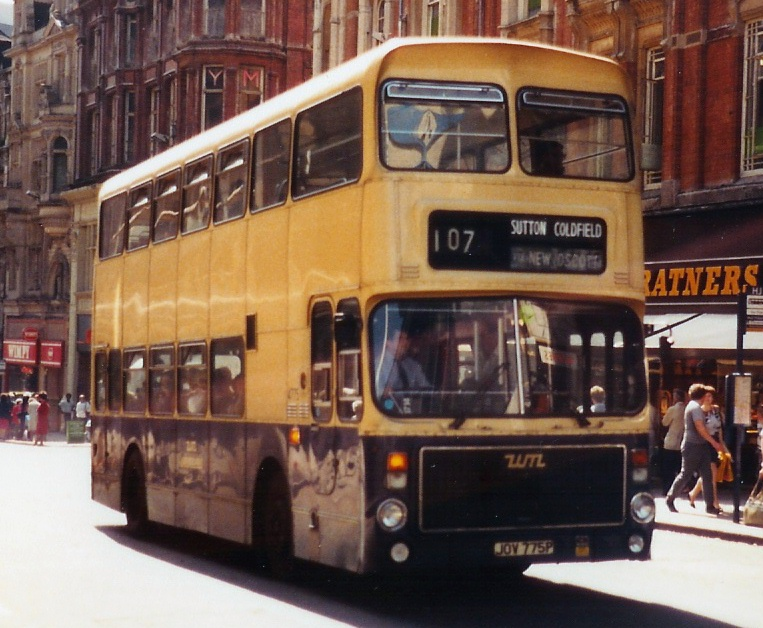
一輛在1976年生產及裝配亞歷山大AV型車身的B55，在1982年的伯明翰行駛及提供服務中

以往英國的前置引擎巴士因為引擎體積龐大，車頭大部分空間要用於安裝引擎，所以駕駛座都設在前軸右側的上方，形成一個突出於車廂前方的半駕駛艙，至於車頭的左方則因為完全被用作引擎室，供乘客上落的車門設置只能設於引擎室的後方，令司機如要觀察乘客登車便必須向後望，令實施一人操作甚為不便，而駕駛艙也因為要裝設駕駛座，駕駛艙已沒有空間設置通往後面車廂的通道，所以司機如要處理車廂發生的事情，便要先下車再由客艙的車門進入，這也是英國巴士過往依賴售票員在車廂收款和處理客艙事務的原因。艾莎車廠認為前置引擎底盤如要配合一人操作，便要盡量縮減引擎所佔用的空間，因為底盤前方除了要容納引擎之外，也要設置駕駛座、供乘客上落的前車門和通往車廂中後段的通道，所以減少引擎室所需的空間是必要之舉。
1970年代初期，英國雙層巴士普遍採用利蘭0.680（11.1公升）引擎和吉拿6LX（10.5公升）引擎，但這些引擎的體積都較大，後置引擎底盤因為車尾的空間可完全作為引擎室安裝引擎，即使安裝體積較大的引擎，在空間利用上也不會造成太多問題；但如用於前置引擎的巴士底盤，車頭的大部分便會被引擎所佔用，不利於在車頭同時容納駕駛座和供乘客登車的車門。艾莎車廠因此為這款前置引擎的底盤，選用配備渦輪增壓的富豪TD70E 6.7公升柴油引擎；雖然氣缸容積只有7公升，但最高可輸出205匹馬力（每分鐘2400轉）；這款富豪引擎在1970年代初已算是小容積大馬力，而最大扭力則為680Nm（每分鐘1400轉）。這台引擎位於車頭的中央，雖然駕駛座和登車的前門被凸出地台的引擎室上蓋所分隔，但無礙實施一人操作，坐在右側的司機只要向左望便可直接觀察乘客登車及投幣繳費的情況，而選用體積較小的7公升引擎也不至於令車頭的通道過於狹窄。引擎後方連接SCG GB350五前速半自動變速箱。雖然這款巴士的懸掛系統仍是採用傳統的葉片彈簧，但後軸採用U字形設計，可降低下層車廂後部地台的高度。車身選用同樣來自蘇格蘭的亞歷山大車身，早期型號的AV型車身具有亞歷山大特色的尖頂設計，後期版本則採用線條較方正的RV型車身。

### 後期型號
1977年，艾莎富豪車廠推出改良型號，名為B55 MK2，可選配福伊特（Voith）D851全自動波箱。艾莎富豪車廠又於1980年推出B55 MK3，這款改良型完全以富豪的名義推出，改配TD70H渦輪增壓引擎，氣墊懸掛系統成為標配，後軸改用富豪貨車的驅動軸，但因為不是之前型號車軸的U字形設計，所以車廂後部地台需要升高。

### 生產及出口情況
於1973年亮相的首台B55原型車底盤編號為73001，車牌THS273M，最初由廠方供不同客戶試用，之後運往泰國，1979年被香港城巴購入成為公司創立後首輛巴士。
B55在英國本土被蘇格蘭的巴士公司廣泛採用，但在首都倫敦和英國南部城市卻很少見。這款巴士共生產了1,051輛，當中有320輛出口往印尼，1輛出口往新加坡，另有8輛B55由香港中華巴士購入。除此之外，車廠為因應東南亞對大載客量巴士的需求，於1981年推出三軸版本，總長達12米的B55，其中兩輛採用亞歷山大RV型車身的樣板車由香港的中巴購入，AL1車牌CT1094、AL2車牌CT1003，成為香港唯二的前置引擎12米雙層巴士，另有一輛採用AV型車身的樣板車被運往印尼雅加達。但該三輛12米版本B55並沒有為車廠爭取到更多訂單，故最終只生產了三輛。

## 香港的艾莎富豪B55

### 中巴
香港的巴士公司於1970年代面對車源不足的困境，雖然當年大行其道的珍寶雙層巴士採用新穎的後置引擎設計，不但方便乘客上落，引擎傳入車廂的噪音亦較小，但這些早期的後置引擎巴士卻有著不少先天性的缺點，尤其是引擎散熱不良的問題，在香港的亞熱帶氣候及有大量斜路的巴士路線的操作環境下，都使情況加劇。中巴為解決珍寶巴士不適應香港操作環境的問題，於是嘗試尋找其他車型，自1970代中期起從英聯邦地區引入多款車型在香港試用，其中一款就是艾莎富豪B55。
首輛艾莎富豪B55-10型於1975年10月，與同樣由中巴訂購的兩輛都城嘉慕威曼－斯堪尼亞大都會型樣辦車一起經海路運抵香港，這3輛巴士均裝上原子胎，成為香港首批採用原子胎的商用車輛。這輛裝配亞歷山大AV型車身的B55，長度9.8米，載客量100人，獲發車隊編號AV1（車牌號碼BJ4862），同年11月投入服務。中巴的AV1是香港首輛採用亞歷山大車身的雙層巴士，亞歷山大車身也因此得以首度進入英國以外的市場，並為後來中巴的丹拿珍寶、150輛翻新的佳牌阿拉伯五型、新推出的勝利二型及喝采型提供車身。
中巴對這款反潮流的前置引擎巴士一度寄予厚望，可是這款巴士採用的富豪6.7公升柴油引擎，雖然號稱可輸出205匹馬力，但輸出扭力方面卻有所不足，攀爬斜路的表現始終不突出，對於這款富豪引擎的氣缸容積只及當時吉拿和利蘭同類引擎容積的三分之二，中巴對其在可靠性方面亦有所懷疑。不過在1970年代初，英國大部分前置引擎巴士都已經停產，在英國車廠沒有更好的前置引擎車型可供選擇下，中巴還是再購入7輛加長版本的B55-10，長度10.3米，但軸距跟AV1是一樣的，延伸的是尾跨，載客量則增加至121人，車隊編號由AV2至AV8，其中AV8（車牌號碼BW5239）更配備了附有減速器的福伊特D851型全自動波箱。
B55-10是香港最「惹火」的巴士款式之一，雖然在香港的B55只有中巴的8輛，但當中屬於增購批次的7輛B55-10巴士之中，有6輛（車隊編號AV3至8）於1979年至1988年間因發生火警而焚毀，相信是因為巴士在英國裝配車身時，未有因應香港的潮濕氣候加強對電氣設備的防護，能夠全身而退的只有一輛AV2，於1991年7月中退役。

### 三軸版的B55

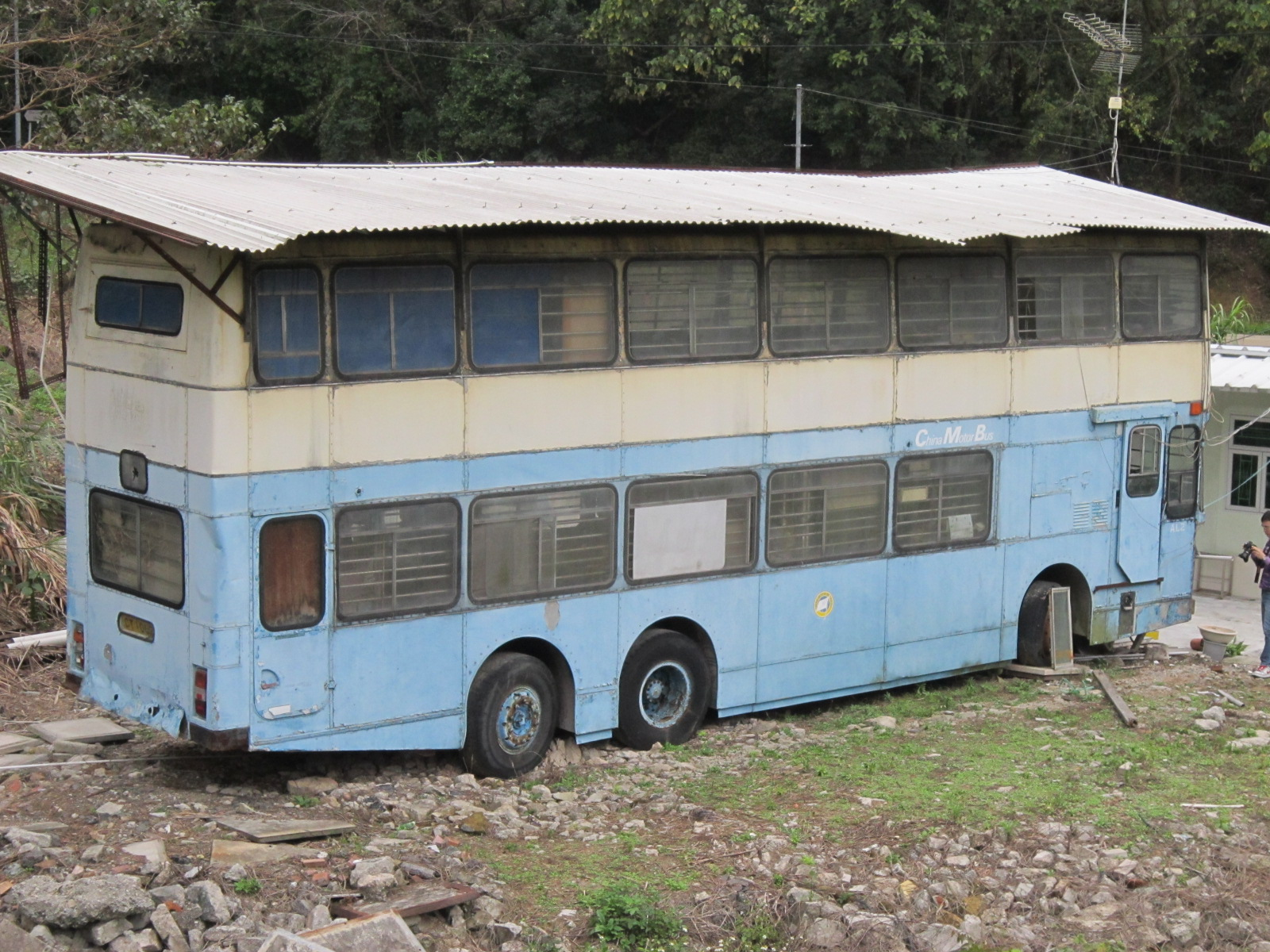
中巴的AL2退役後被用作私人儲物倉

1980年代初，雖然香港地鐵已經開通，但新市鎮的發展對巴士服務仍有龐大的需求，運輸署因此放寬巴士的長度限制至12米，中巴和九巴亦與英國各主要巴士生產商洽商將長達12米的三軸雙層巴士引入到香港試用。由於香港對高載客量的巴士有很大的需求，吸引英國巴士製造商提供更大型的雙層巴士，並紛紛將現有的車型加長至12米，希望可在最短時間內回應香港兩家專利巴士公司的需要。
中巴於1981年購入兩輛三軸版的B55-10雙層巴士，兩輛樣辦車運抵香港後，於同年12月21日獲發出車牌（車隊編號AL1登記車牌CT1094，車隊AL2登記車牌CT1003），這款三軸版的B55-10不但是歷來最大型的前置引擎雙層巴士，也是唯一在香港登記的前置引擎三軸巴士。
三軸版B55的引擎採用富豪TD70H，配用福伊特的DIWA 854型4前速全自動變速箱。除了引擎換裝新版本外，亦用上氣墊懸掛系統取代之前的葉片彈簧。三軸版的B55-10除了採用前置引擎設計外，也有別於英國同期其他三軸巴士車型所常見的後軸驅動，三軸版B55以第二軸為驅動軸，第三軸除承重外亦具有輔助轉向的功能，當巴士轉彎時尾軸將以反方向轉動，使轉向中心前移到中軸，從而減小巴士轉向時的迴轉半徑，而當巴士以高於時速18英里行車時，尾軸輔助轉向功能將會自動關閉。雖然中軸驅動配合尾軸輔助轉向系統可減小轉彎時佔用的行車線，但駕駛中軸驅動巴士轉彎時，與後軸驅動巴士的扭軚時機有別，亦需留車尾是否有足夠的擺動空間，否則車尾有可能掃毀在路邊如欄杆等物件；由於有別於中巴車隊內其他尾軸驅動的車型，所以駕駛這款巴士需要另行訓練。車身與兩軸版一樣是亞歷山大的產品，但改用新款的RV型車身。下層車廂以企位為主，上層車廂的座位採用3+2編排，全車座位101個，AL1下層企位65人，AL2下層企位68人，AL2全車可載客達170人，以12米長的巴士而言可說是十分驚人。
三軸版的B55-10雙層巴士雖然載客量不亞於其他三軸車型，而其配備的尾軸輔助轉向系統，在轉彎時比其他同期英國三軸巴士靈活。然而，中巴在1981年4月亦引進了同樣長達12米的都城嘉慕都城巴士，在1982年又有丹尼士巨龍及禿鷹的12米版運抵香港，分別供九巴和中巴兩家專利巴士公司試用，九巴還引入了利蘭奧林匹克12米；三款由競爭對手推出的12米車型都採用了更符合潮流的後置引擎設計，這些第二代後置引擎巴士都將引擎散熱水箱移到車頭，解決了前一代如丹拿珍寶的散熱水箱過熱水滾的問題；B55的前置引擎室只能安裝容積較小的富豪7公升引擎，不能像另外三款車型可選用吉拿或康明斯推出的新款10公升引擎，而這些新款引擎輸出的馬力和扭力都比富豪TD70H優勝；前置引擎巴士的發展潛力也不如後置引擎的設計，在產量過少下零件的持續供應也難有保障；所以除了這兩輛三軸版B55樣辦車外，中巴再沒有購入這款前置引擎的三軸雙層巴士。三軸版的B55-10共製造了三輛，除供應予中巴的兩輛之外，還有一輛原本打算供九巴試用，但九巴對這款不合潮流的前置引擎巴士並不感興趣，連購買一輛試用的意願也沒有，最後這輛三軸B55被運往印尼首都雅加達行駛。
中巴的兩輛三軸版B55是香港雙層巴士中的異類，但可靠程度比先前兩軸的原版B55要好，至少在超過15年的服役期未有發生失火自焚的事故，相信是因為RV型車身對電路的防護比舊款亞歷山大車身有所改進。這兩輛三軸B55在1980年代中後期，曾經是過海巴士路線112的常用車；但在1990年代初期兩車曾經因為零件短缺而停駛超過一年，之後再度復出，主要作為加班車不定期支援來往中區的過海巴士路線。中巴於1993年及1995年先後有26條及14條專利巴士線被城巴奪去，車隊因此出現過剩，中巴在各方壓力下，開始大量淘汰老舊的佳牌阿拉伯五型、丹拿珍寶和倫敦珍寶，車齡相對於大部分勝利二型及喝采型年輕的三軸版B55（這是與當時中巴車隊內更老舊車齡的巴士作比較來說，事實上三軸版B55在1995年時的車齡也將近15年，可見中巴車隊的高齡化），兩輛三軸版B55在中巴專營權末期仍在發揮其價值，並成為過海隧道路線114的主要用車，並過渡到西區海底隧道通車後的914，其中一輛亦一度被分派到行駛短途接駁路線84M。因為零件供應短缺及車齡已高，中巴也將面臨被完全撤銷巴士專營權，兩車因此於1998年初退役，之後轉售予必達巴士，當中的AL1最終在新界的廢車場被拆解，而AL2則在文錦渡被用作儲物倉。

### 城巴
城巴於1979年創立之時，購入一輛在泰國試行的B55原型車，編號V1（後來改為V10/L10，車牌：BZ5769），成為城巴開業後第一輛巴士。此車原用於接載船塢員工上下班，後來巴士被安排作屋邨巴士及租賃用途，期間更換了體積較大的利蘭引擎，所以車頭造型有所改動，直到1988年退役。

### 暱稱
曾有巴士迷將兩軸版的B55稱為「鵝車」（中巴AV1-8），以對應同樣以前置引擎設計的利蘭勝利二型「雞車」及丹尼士喝采「鴨車」。

## 後續發展
艾莎富豪B55雖然沒有在香港取得成功，但其底盤的設計概念，成功將一人控制融入前置引擎巴士，令到當時苦於第一代後置引擎巴士性能不足的香港巴士公司，深信前置引擎巴士都可在香港實施一人控制，也給予後來的丹尼士喝采型和利蘭勝利二型的設計很多的參考，間接促成兩者的誕生。艾莎富豪B55也將蘇格蘭的亞歷山大車身引進到香港，藉此首度打入海外市場，並成功吸引中巴的目光，中巴更將後期採購的丹拿珍寶都改配亞歷山大供應的車身；亞歷山大設計的車身更在不久之後獲大量應用於丹尼士喝采型、利蘭勝利二型和利蘭奧林匹克，而其後繼者亞歷山大丹尼士在踏入21世紀收購之後，仍是香港專利巴士的最主要車身供應商。另一方面，隨着香港政府於1983年取消只容許香港的專利巴士公司向英聯邦國家購買巴士的限制關係，令九龍巴士於1984年向富豪車廠引入一輛配置亞歷山大RV車身的B10MD中置引擎雙層巴士作測試，從而令富豪車廠藉此機會嘗試打入香港市場；但由於此巴士在運作後發現在高載客量時，此車的性能力有不足，並且在維修保養方面亦較麻煩，從而令富豪車廠未能成功打破由英國三大巴士製造商 — 利蘭、丹尼士以及都城嘉慕的壟斷，直至1988年富豪收購其競爭對手利蘭巴士為止；雖然收購成功後初期富豪車廠仍然容許旗下利蘭巴士繼續在Workington廠房生產旗下的主力產品奧林匹克巴士，直至1993年所有利蘭奧林匹克巴士的訂單完成後富豪車廠正式關閉位於Workington的利蘭巴士生產線，並由富豪奧林匹克取代，至此富豪車廠正式取代利蘭成為香港專利巴士的最主要巴士製造商。

## 外部連結
- 香港巴士大典上的相关条目：艾莎富豪B55